# Сымерпалу (волость)
Сы́мерпалу (эст. Sõmerpalu) — бывшая волость в Эстонии в составе уезда Вырумаа.

## Положение
Площадь волости — 181,6 км², численность населения на  1 января 2006 года составляла 1 914 человек.
Административным центром волости был посёлок Сымерпалу. Помимо этого, на территории волости находятся ещё 34 деревни.

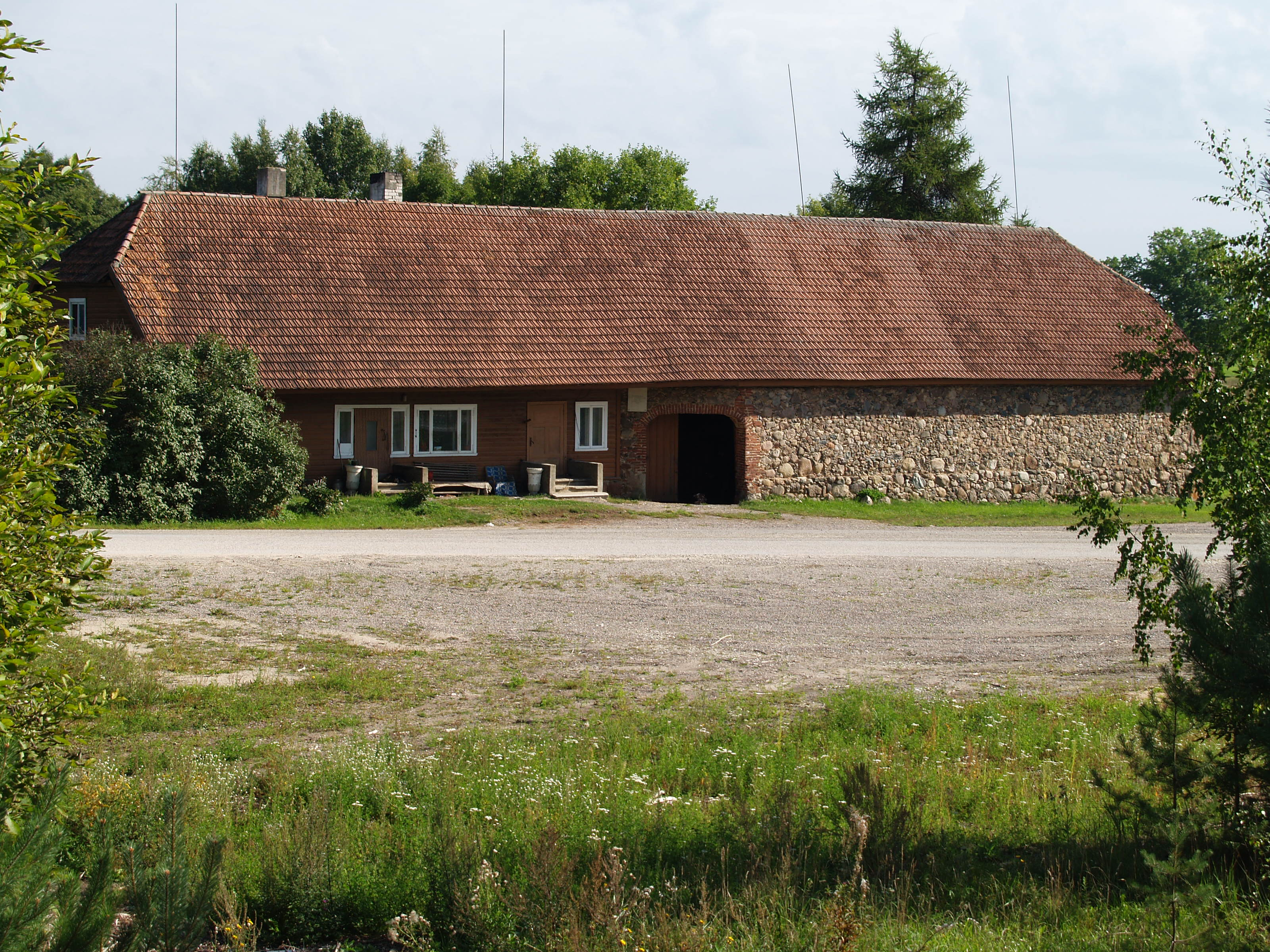
Корчма в Соэ
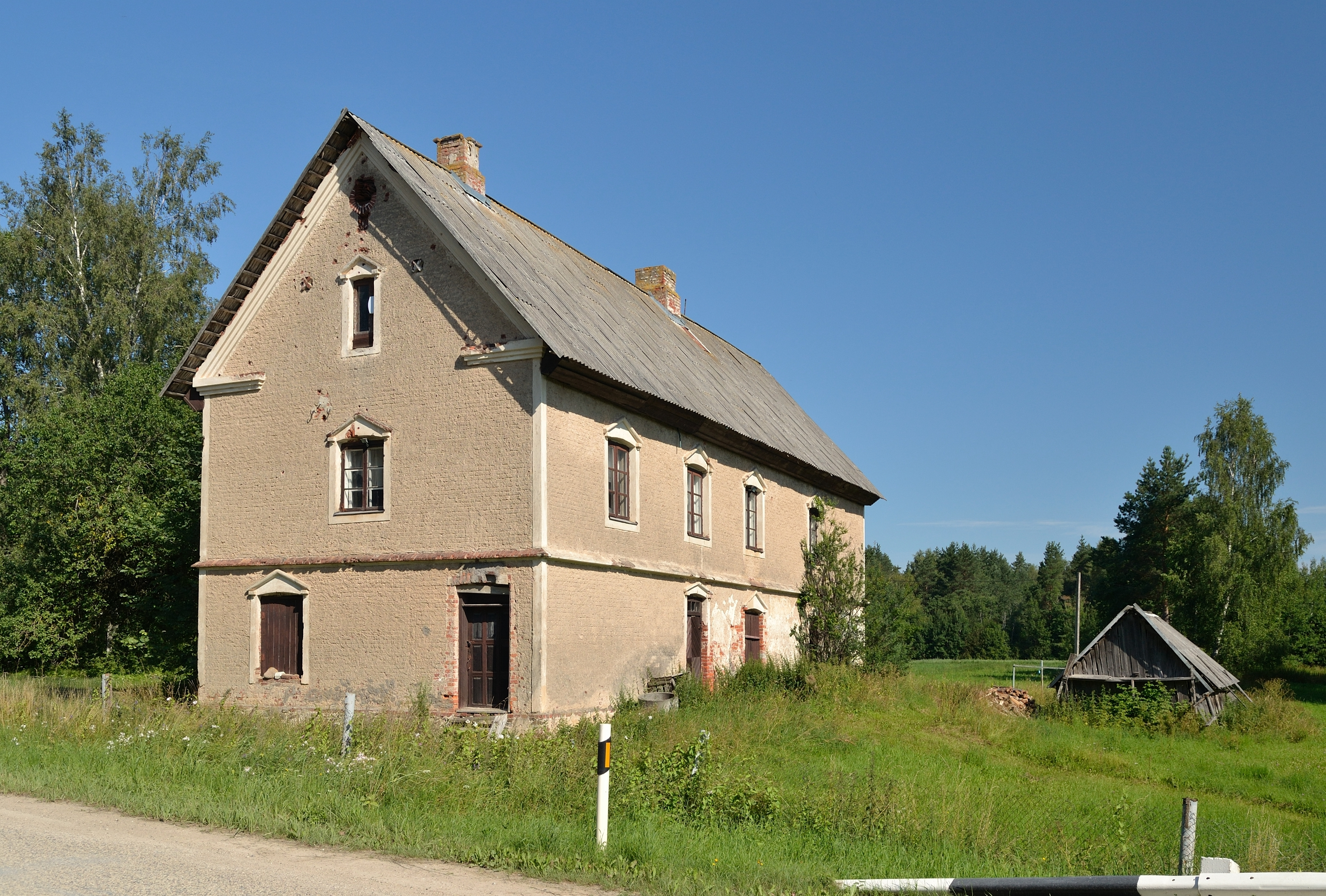
Хозяйственная постройка бывшей мызы Кяргула
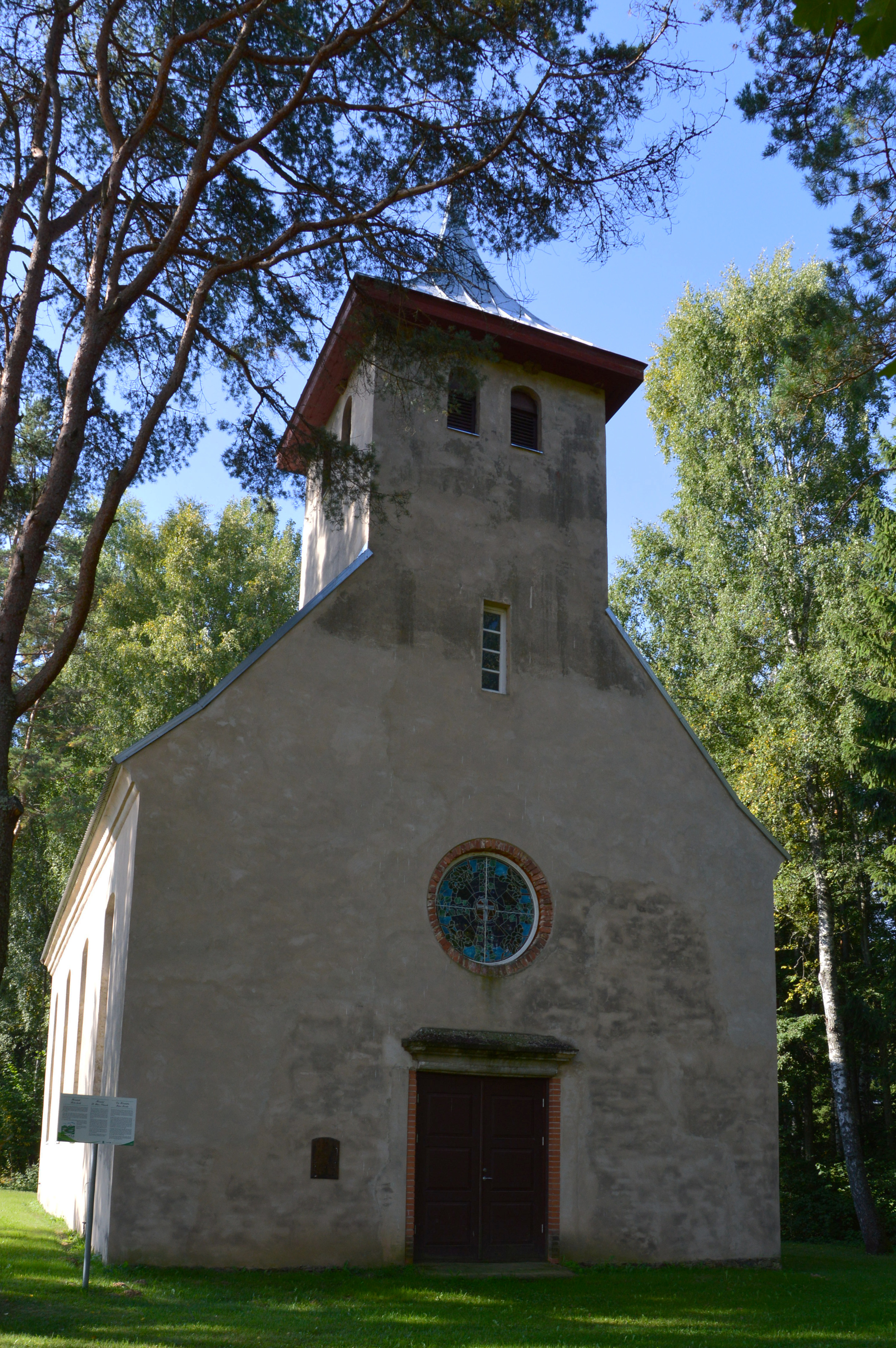
Церковь св. Петра
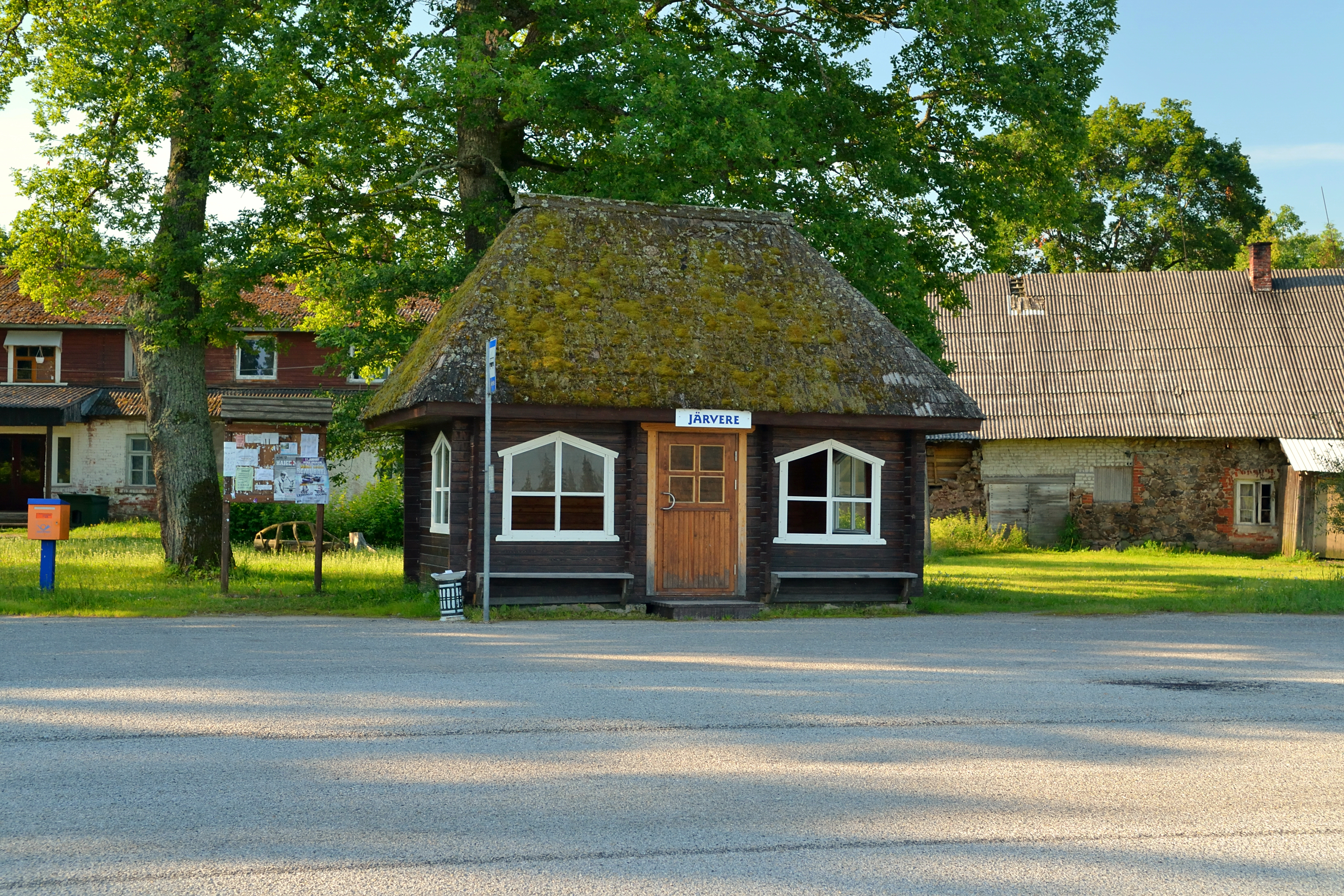
Автобусная остановка в деревне Ярвере